# オグリキャップ記念
オグリキャップ記念（おぐりきゃっぷきねん）は、岐阜県地方競馬組合が笠松競馬場で施行する地方競馬の重賞競走（SPI）である。正式名称は「農林水産大臣賞典 オグリキャップ記念」。

## 概要

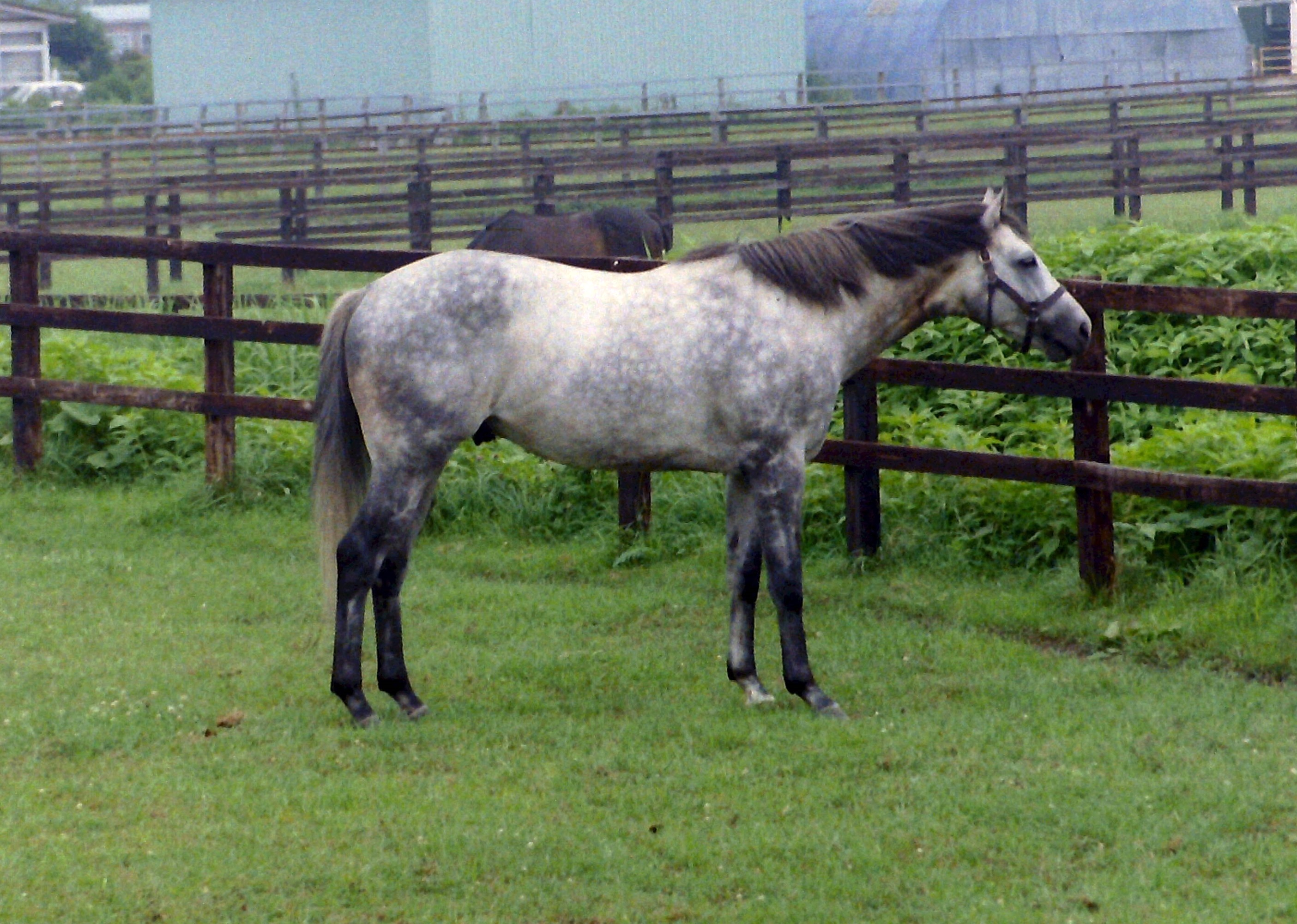
オグリキャップ（1985 - 2010）

笠松競馬出身で中央競馬移籍後にGI競走4勝など活躍した、オグリキャップの功績を記念して1992年に創設された。
1995年より全日本サラブレッドカップ（1997年に再開）と機能統合するとともに中央競馬および他地区所属馬も出走できる中央・地方全国指定交流競走に指定、1997年からはダート競走格付け委員会によってGII（統一GII）に格付けされた。
2005年は赤字予算であることから重賞競走の見直しが行われたためダート競走格付け委員会のグレードから外れて、中央・地方全国交流競走ではなく東海・北陸・近畿交流競走に変更された。また、開催日にはオグリキャップが「里帰り」していたため大勢の観客が詰め掛けた。
2008年に地方競馬全国交流に条件が変更された。

### 条件・賞金（2025年）
出走条件
サラブレッド系4歳以上、地方全国交流。
負担重量
別定（57kg、牝2kg減）
賞金額
1着3000万円、2着960万円、3着540万円、4着360万円、5着240万円、着外手当30万円。
副賞
農林水産大臣賞、地方競馬全国協会理事長賞、全国公営競馬主催者協議会会長賞、（一社）日本地方競馬馬主振興協会会長賞、（一社）岐阜県馬主会会長賞。

## 歴史
- 1992年 笠松競馬場のダート2500mの公営東海所属の4歳以上10歳までのハンデキャップ重賞競走、オグリキャップ記念として創設。
- 1995年
  - 中央・地方全国指定交流競走に指定。
  - 出走条件をハンデキャップから定重量に変更。
- 1997年 ダート競走格付け委員会にGII（統一GII）に格付けされる。
- 2001年 競走馬の年齢表示の国際基準に変更により出走条件が3歳以上9歳までに変更。
- 2003年 負担重量を馬齢から別定に変更。
- 2005年 笠松競馬場廃止問題の影響でダートグレード競走（統一GII）から撤退、東海・北陸・近畿地区交流競走（SPI）、施行距離をダート1900mに変更。
- 2008年 地方全国交流競走に指定、施行距離をダート2500mに戻す[2]。
- 2021年 関係者による馬券購入等の競馬法違反事件による開催自粛で中止となる[4]。
- 2022年 農林水産大臣賞が付かずレース名が「オグリキャップ記念」となる。
- 2024年
  - 開催時期を5月下旬に、施行距離をダート1400mにそれぞれ変更[5]。
  - 農林水産大臣賞がつきレース名が「農林水産大臣賞典 オグリキャップ記念」に戻る。
  - 負担重量が56kgから57kg（ともに牝馬2kg減）に変更。

### 歴代優勝馬
馬齢は2000年以前についても現表記を用いる。
全て笠松競馬場ダートコースで施行。
| 回数   | 施行日         | 距離                         | 優勝馬                       | 性齢                         | 所属                         | タイム                       | 優勝騎手                     | 管理調教師                   | 馬主                         |
| ------ | -------------- | ---------------------------- | ---------------------------- | ---------------------------- | ---------------------------- | ---------------------------- | ---------------------------- | ---------------------------- | ---------------------------- |
| 第1回  | 1992年2月11日  | 2500m                        | フワノビート                 | 牡6                          | 笠松                         | 2:46.5                       | 原口次夫                     | 柳江仁                       | 山水國男                     |
| 第2回  | 1993年2月11日  | 2500m                        | タイプスワロー               | 牡7                          | 笠松                         | 2:47.5                       | 井上孝彦                     | 荒川友司                     | 水野俊一                     |
| 第3回  | 1994年2月11日  | 2500m                        | ポスターフェイス             | 牡5                          | 笠松                         | 2:45.9                       | 川原正一                     | 柴田高志                     | 西尾明彦                     |
| 第4回  | 1995年2月11日  | 2500m                        | メーカーロッキー             | 牡7                          | 笠松                         | 2:45.0                       | 井上孝彦                     | 加藤健                       | 上野助治                     |
| 第5回  | 1995年11月23日 | 2500m                        | マルブツセカイオー           | 牡5                          | 愛知                         | 2:46.9                       | 戸部尚実                     | 斉藤弘光                     | 大澤毅                       |
| 第6回  | 1997年4月29日  | 2500m                        | キソジゴールド               | 牡8                          | JRA                          | 2:42.5                       | 角田晃一                     | 安田伊佐夫                   | 皆吉康子                     |
| 第7回  | 1998年4月29日  | 2500m                        | サンディチェリー             | 牡5                          | 笠松                         | 2:44.0                       | 安藤勝己                     | 荒川友司                     | チエリー商事（資）           |
| 第8回  | 1999年4月29日  | 2500m                        | ナリタホマレ                 | 牡4                          | JRA                          | 2:45.2                       | 武豊                         | 谷潔                         | 山路秀則                     |
| 第9回  | 2000年4月26日  | 2500m                        | マイターン                   | 牡5                          | JRA                          | 2:43.3                       | 橋本美純                     | 宮徹                         | 下井道博                     |
| 第10回 | 2001年4月30日  | 2500m                        | ハカタビッグワン             | 牡6                          | 笠松                         | 2:42.2                       | 安藤光彰                     | 飯干秀人                     | 大迫忍                       |
| 第11回 | 2002年4月29日  | 2500m                        | アルアラン                   | 牡6                          | JRA                          | 2:40.5                       | 本田優                       | 昆貢                         | 北浦年一                     |
| 第12回 | 2003年4月29日  | 2500m                        | カネツフルーヴ               | 牡6                          | JRA                          | 2:39.5                       | 松永幹夫                     | 山本正司                     | （株）ローレルレーシング     |
| 第13回 | 2004年4月29日  | 2500m                        | ミツアキタービン             | 牡4                          | 笠松                         | 2:41.0                       | 東川公則                     | 田口輝彦                     | 山本光明                     |
| 第14回 | 2005年4月29日  | 1900m                        | ミツアキサイレンス           | 牡8                          | 笠松                         | 2:03.0                       | 岡部誠                       | 粟津豊彦                     | 山本光明                     |
| 第15回 | 2006年4月28日  | 1900m                        | レッドストーン               | 牡4                          | 愛知                         | 2:03.4                       | 倉地学                       | 角田輝也                     | 後藤繁樹                     |
| 第16回 | 2007年4月27日  | 1900m                        | ウイニングウインド           | 牡6                          | 愛知                         | 2:03.1                       | 吉田稔                       | 原口次夫                     | 奥村幸男                     |
| 第17回 | 2008年4月25日  | 2500m                        | スペシャリスト               | 牡6                          | 高知                         | 2:43.6                       | 赤岡修次                     | 田中守                       | 野本稔子                     |
| 第18回 | 2009年4月29日  | 2500m                        | クインオブクイン             | 牝7                          | 笠松                         | 2:46.0                       | 倉地学                       | 松原義夫                     | 中部建材（株）               |
| 第19回 | 2010年4月29日  | 2500m                        | ヒシウォーシイ               | 牡5                          | 愛知                         | 2:42.5                       | 岡部誠                       | 川西毅                       | 竹内三年                     |
| 第20回 | 2011年4月29日  | 2500m                        | ヒシウォーシイ               | 牡6                          | 愛知                         | 2:46.5                       | 岡部誠                       | 川西毅                       | 竹内三年                     |
| 第21回 | 2012年4月27日  | 2500m                        | ジャングルスマイル           | 牡6                          | 金沢                         | 2:47.7                       | 平瀬城久                     | 金田一昌                     | 前迫義幸                     |
| 第22回 | 2013年4月23日  | 2500m                        | ナムラダイキチ               | 牡5                          | 金沢                         | 2:41.3                       | 畑中信司                     | 藤木一男                     | 安田正和                     |
| 第23回 | 2014年4月22日  | 2500m                        | リワードレブロン             | 牡6                          | 高知                         | 2:47.7                       | 永森大智                     | 雑賀正光                     | 宮崎忠比古                   |
| 第24回 | 2015年4月30日  | 2500m                        | リワードレブロン             | 牡7                          | 高知                         | 2:44.1                       | 永森大智                     | 雑賀正光                     | 宮崎忠比古                   |
| 第25回 | 2016年4月28日  | 2500m                        | グルームアイランド           | 牡5                          | 金沢                         | 2:44.7                       | 吉原寛人                     | 高橋俊之                     | 前田敏文                     |
| 第26回 | 2017年4月27日  | 2500m                        | カツゲキキトキト             | 牡4                          | 愛知                         | 2:43.6                       | 大畑雅章                     | 錦見勇夫                     | 野々垣正義                   |
| 第27回 | 2018年4月26日  | 2500m                        | エンパイアペガサス           | 牡5                          | 浦和                         | 2:45.3                       | 岡部誠                       | 平山真希                     | 佐藤信廣                     |
| 第28回 | 2019年4月25日  | 2500m                        | カツゲキキトキト             | 牡6                          | 愛知                         | 2:44.1                       | 大畑雅章                     | 錦見勇夫                     | 野々垣陽介                   |
| 第29回 | 2020年4月30日  | 2500m                        | マイフォルテ                 | 牡6                          | 兵庫                         | 2:46.6                       | 大山真吾                     | 田中一巧                     | 窪田康志                     |
| 第30回 | 2021年4月29日  | 競馬法違反事件により開催中止 | 競馬法違反事件により開催中止 | 競馬法違反事件により開催中止 | 競馬法違反事件により開催中止 | 競馬法違反事件により開催中止 | 競馬法違反事件により開催中止 | 競馬法違反事件により開催中止 | 競馬法違反事件により開催中止 |
| 第31回 | 2022年4月28日  | 2500m                        | トーセンブル                 | 牡7                          | 船橋                         | 2:50.9                       | 岡部誠                       | 山中尊徳                     | 島川隆哉                     |
| 第32回 | 2023年4月27日  | 2500m                        | セイカメテオポリス           | 牡5                          | 大井                         | 2:46.3                       | 吉原寛人                     | 渡邉和雄                     | 星加浩一                     |
| 第33回 | 2024年5月23日  | 1400m                        | タイガーインディ             | 牡7                          | 兵庫                         | 1:24.0                       | 廣瀬航                       | 保利良平                     | 伊藤和夫                     |
| 第34回 | 2025年5月15日  | 1400m                        | ムエックス                   | 牡7                          | 船橋                         | 1:25.8                       | 張田昴                       | 張田京                       | 中辻明                       |

#### 各回競走結果の出典
- オグリキャップ記念 歴代優勝馬 - 地方競馬全国協会
- JBISサーチ
  - 1992年、1993年、1994年、1995年、1995年、1997年、1998年、1999年、2000年、2001年、2002年、2003年、2004年、2005年、2006年、2007年、2008年、2009年、2010年、2011年、2012年、2013年、2014年、2015年、2016年、2017年、2018年、2019年、2020年、2022年、2023年、2024年、2025年